# Office Mail Server
Office Mail Server — бесплатный почтовый сервер под платформу Windows. Поддерживает почтовые протоколы POP3 и SMTP, но не IMAP.

## Механизм работы
В организации подключать к интернету для приёма и отправки почты необходимо только один компьютер — тот, на котором установлена данная программа. Пользователи рабочих станций получают почтовые адреса на домене локальной сети и могут обмениваться почтой между собой без выхода во внешнюю сеть. Обмен сообщениями за пределами организации Offiice Mail Server осуществляет через один внешний почтовый ящик, к которому он подключается как клиент; входящая корреспонденция распределяется между пользователями в зависимости от содержания в одном из заголовочных полей электронного письма определённых строк, заданных для каждого пользователя.

## Функциональность
Программа поддерживает следующие функции:
- алиасы
- списки рассылок
- планировщик сеансов связи
- спам-лист

Авторизация пользователей может проводиться, используя локальную базу пользователей Office Mail Server.
Всего в программе можно создать до 300 пользователей. Также Office Mail Server поддерживает специальные типы пользователей:
- Постмастер — пользователь, ответственный за работу и сопровождение Office mail Server. Он получает специальные сообщения, формируемые системой в случае ошибки.
- Демон — используется для дистанционного запуска связи с внешним SMTP/POP3 сервером, для отправки и получения сообщений.
- Босс — пользователь, которому попадают копии всех сообщений, отправляемых через SMTP сервер.